# Ґжимислав
Ґжимислав (пол. Grzymysław, нім. Grimsleben) — село в Польщі, у гміні Сьрем Сьремського повіту Великопольського воєводства.
Населення — 266 осіб (2011).
У 1975-1998 роках село належало до Познанського воєводства.

## Демографія
Демографічна структура станом на 31 березня 2011 року:
|          | Загалом | Допрацездатний вік | Працездатний вік | Постпрацездатний вік |
| -------- | ------- | ------------------ | ---------------- | -------------------- |
| Чоловіки | 138     | 41                 | 88               | 9                    |
| Жінки    | 128     | 32                 | 81               | 15                   |
| Разом    | 266     | 73                 | 169              | 24                   |